# هيكارو كوبو
هيكارو كوبو (باليابانية: 久場 光) (9 أبريل 1990 في ناها في اليابان – )؛ هو لاعب كرة قدم ياباني سابق كان يلعب كمهاجم.

## وصلات خارجية
- هيكارو كوبو على موقع رابطة كرة القدم اليابانية للمحترفين (اليابانية)
- هيكارو كوبو على موقع قاعدة بيانات كرة القدم.إي يو (الإنجليزية)
- هيكارو كوبو على موقع Soccerway.com (الإنجليزية)
- هيكارو كوبو على موقع عالم كرة القدم.نت (الإنجليزية)
- هيكارو كوبو على موقع عالم كرة القدم.نت (الإنجليزية)
- هيكارو كوبو على موقع كووورة